# Palaeagapetus parvus
Palaeagapetus parvus är en nattsländeart som beskrevs av Ito 1992. Palaeagapetus parvus ingår i släktet Palaeagapetus och familjen smånattsländor. Inga underarter finns listade i Catalogue of Life.